# La Mirada
La Mirada város az USA Kalifornia államában, Los Angeles megyében. Lakosainak száma 48 008 fő (2020. április 1.).

## Népesség
A település népességének változása:
| Lakosok száma | 22 444 | 48 527 | 48 008 |
|               | 1960   | 2010   | 2020   |